# Dominique Thiamale
Marie Ange Dominique Thiamale (* 20. Mai 1982 in Abidjan) ist eine ivorische Fußballspielerin.

## Karriere

### Verein
Thiamale startete ihre aktive Karriere beim Stella Club Adjamé. Bei Adjame durchlief sie sämtliche Jugendmannschaften und wechselte 2000 für den Start ihre Seniorenkarriere zum Lokalrivalen OMNESS d'Adjamé in die höchste ivorische Frauenliga. Dieser Verein wurde in der Saison 2001 nach Dabou umgesiedelt. Seitdem spielt sie für den Nachfolgerverein Omness Dabou.

### Nationalmannschaft
Seit 2004 steht sie im Kader der Ivorische Fußballnationalmannschaft der Frauen. So nahm sie 2010 in Südafrika und 2012 in Äquatorialguinea am Coupe d’Afrique des nations féminine de football teil.